# Colonia Chalchihuecan
Colonia Chalchihuecan är en ort i Mexiko.   Den ligger i kommunen Veracruz och delstaten Veracruz, i den sydöstra delen av landet, 300 km öster om huvudstaden Mexico City. Colonia Chalchihuecan ligger 23 meter över havet och antalet invånare är 1 472.
Terrängen runt Colonia Chalchihuecan är platt. Havet är nära Colonia Chalchihuecan åt nordost. Runt Colonia Chalchihuecan är det mycket tätbefolkat, med 1 221 invånare per kvadratkilometer. Närmaste större samhälle är Veracruz, 8,4 km öster om Colonia Chalchihuecan. Runt Colonia Chalchihuecan är det i huvudsak tätbebyggt.